# Classe YMS-1
La classe YMS-1 è stata una numerosa serie di dragamine della marina militare statunitense che prestò servizio durante la seconda guerra mondiale. I 481 esemplari vennero costruiti da 35 diversi cantieri e prestarono servizio oltre che con la US Navy, anche con la Royal Canadian Navy e la Royal Navy. 32 navi andarono perse in eventi bellici
Molte delle navi vennero in seguito rinominate e riclassificate, assumendo quindi anche una sigla diversa. L'impostazione della capoclasse YMS-1 avvenne il 4 marzo 1941.
Le caratteristiche tecniche erano: 270 t. di stazza; lunghezza 136' (circa 45 m); larghezza al baglio 24' 6" (8 m circa); Pescaggio  8' (2,7 m circa); velocità 15 n; equipaggio 32 tra ufficiali e marinai; armamento un impianto singolo per cannone da 3"/50, due mitragliere da 20mm, due lanciabombe di profondità; propulsione due motori diesel da 440shp General Motors (Cleveland), 8-268A, due eliche.

## Sottoclassi
Ci furono due sottoclassi, con modifiche di tipo essenzialmente cosmetico, a volte ritenute classi a sé stanti.

### YMS-135
Questa sottoclasse era identica alla prima con un solo fumaiolo invece che due, e comprendeva YMS 135–445, 480, e 481.

### YMS-446
Questa sottoclasse era identica ma priva di fumaioli, e comprendeva le YMS 446–479.

### BYMS
Ottanta dragamine YMS vennero ordinate a cantieri statunitensi per essere trasferite sotto la Lend-Lease alla Gran Bretagna come classe BYMS. Altre 53 unità costruite per la US Navy (hull numbers dal 137 al 284) vennero trasferite come BYMS ed altre 17 vennero consegnate in seguito.

## Battelli della classe
- USS Barbet (AMS-41)USS Barbet (AMS-41)(YMS-45)
- USS YMS-61
- USS Albatross (AMS-1)(YMS-80)
- USS Brambling (AMS-42)(YMS-109)
- USS Brant (AMS-43)(YMS-113)
- USS Crossbill (AMS-45)(YMS-120)
- USS Bobolink (AMS-2)(YMS-164)
- USS Cardinal (AMS-4)(YMS-179)
- S Fulmar (AMS-47)(YMS-193)
- USS Courser (AMS-6)(YMS-201)
- HMS BYMS-2203 (J1003)(YMS-203)
- USS Crow (AMS-7)(YMS-215)
- USS Flicker (AMS-9)(YMS-219)
- USS Firecrest (AMS-10)(YMS-231)
- USS Flamingo (AMS-11)(YMS-238)
- USS Harkness (AMCU-12)(YMS-242)
- USS James M. Gilliss (AMCU-13)(YMS-262)
- USS Lapwing (AMS-48)(YMS-268)
- USS Lorikeet (AMS-49)(YMS-271)
- HMS BYMS-2282 (YMS-282)
- USS Reedbird (AMS-51)(YMS-291)
- USS Rhea (AMS-52)(YMS-299)
- USS Robin (AMS-53)(YMS-311)
- USS Grackle (AMS-13)(YMS-312)
- USS Grouse (AMS-15) (YMS-321)
- USS Plover (AMS-33)(YMS-442)
- USS Redhead (AMS-34)(YMS-443)
- USS Hawk (AMS-17)(YMS-362)
- USS Hornbill (AMS-19)(YMS-371)
- USS Hummer (AMS-20)(YMS-372)
- USS Jackdaw (AMS-21)(YMS-373)
- USS Kite (AMS-22)(YMS-374)
- USS Lark (AMS-23)(YMS-376)
- USS YMS-386
- USS Seagull (AMS-55)(YMS-402)
- USS Chatterer (AMS-40)(YMS-415)
- USS YMS-418
- USS Mockingbird (AMS-27)(YMS-419)
- USS Siskin (AMS-58) (YMS-425)
- USS Ostrich (AMS-29)(YMS-430)
- USS Parrakeet (AMS-30)(YMS-434)
- USS Partridge (AMS-31)(YMS-437)
- USS Pelican (AMS-32)(YMS-441)
- USS Turkey (AMS-56)(YMS-444)
- USS Sanderling (AMCU-49)(YMS-446)
- USS McMinnville (PCS-1401)(YMS-452)
- USS Swan (AMS-37)(YMS-470)
- USS Verdin (YMS-471)

Varata col nome PCS-1439 il 5 settembre 1943 a Jacksonville (Florida) dalla compagnia navale Gibbs Gas Engine Co., fu rinominata YMS-471 il 27 settembre 1943 e prestò servizio a partire dal 23 maggio 1944.
- USS Waxbill (MHC-50)(YMS-479)
- USS Swallow (AMS-36)(YMS-1416)

### Superstiti
- USS YMS-328 Yacht
- RV Calypso Nave da ricerca